# صمام إحليلي خلفي
الصمام الإحليلي الخلفي (بالإنجليزية: Posterior urethral valve)‏ هو اضطراب في النمو أدي إلي انسداد في مجرى البول والجهاز التناسلي للذكر في حديثي الولادة. وهو عبارة عن صمام انسدادي في الإحليل البروستاتي ناتج من تطور غير طبيعي في الجنين داخل الرحم. هو السبب الأشهر من أسباب انسداد مخرج المثانة في حديثي الولادة من الذكور ويتنوع الاضطراب في الشدة، فقد يكون بسيط فلا يحتاج لعلاج، وقد تكون الحالات أكثر شدة والتي بدورها تؤدي إلى فشل كلوي وفشل تنفسي نتيجة لنقص تنسج الرئة نتيجة لقلة السائل السلوي، وتتطلب هذه الحالات الرعاية المركزة والمراقبة الدقيقة. تحدث في حوالي واحد من كل 8000 طفل.

## التصنيف

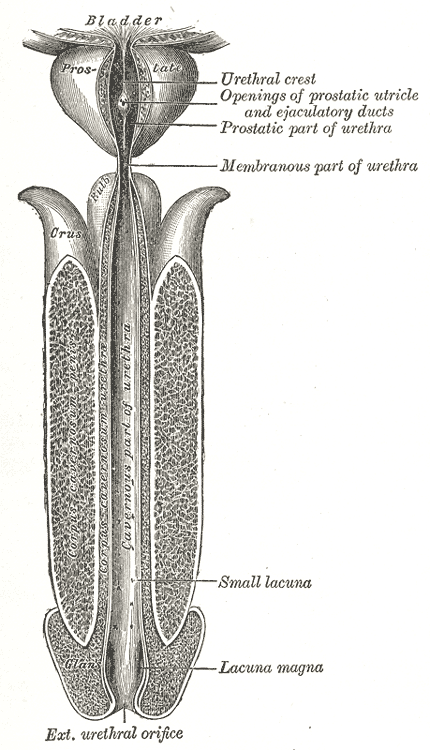
فتحة الإحليل علي السطح الأمامي العلوي وينشأ الصمام الخلفي من اتحاد الثنية الأكيمية عند مدخل الحويصلات المنوية في الأكيمة المنوية وتمدد الي الاحليل الغشائي

تم تصنيف انسداد الإحليل الخلفي لأول من قبل يانغ في عام 1919، الأكيمة المنوية مهمة لتقسيم الصمام الاحليلي الخلفي، وهي علامة مميزة في الإحليل.
- النوع الأول : هو الأكثر شيوعا، وتكون نتيجة الاتحاد الأمامي للثنية الأكيمية وتمتد من قاع الأكيمة المنوية إلي بطول الإحليل الغشائي والبروستاتي.[5]
- النوع الثاني : هو الأقل شيوعا، وهو عبارة عن طيات عمودية أو طولية بين الأكيمة المنوية والإحليل البروستاتي القريب وعنق المثانة.
- النوع الثالث : أقل شيوعا، وهو عبارة عن قرص في الأنسجة البعيدة للأكيمة المنوية.ويكون مصاحبا من الناحية النظرية بعيوب خلقية في العضو الذكري.

اقترح ديوان أن الانسداد في الصمام الخلفي من الأنسب تسميته بانسداد خلقي في الإحليل الغشائي. وهو المفهوم الذي جاء به من التحليل الدقيق للأوراق التاريخية وتقيم المرضى قبل الولادة. الانسداد الخلقي في الإحليل الذي يمر بالعضو الذكري سمي بواسطة يانغ في عام 1919باسم النوع الثالث، ويشار إليها باسم طوق كوب أو خاتم مورمان. وبالنسبة لكل من الانسداد الخلقي في الإحليل الغشائي، وطوق كوب تتنوع درجة الانسداد علي حسب الاعتلال الجنيني والتعبيرات المتغيرة. والآن ومنذ ما يقرب مائة عام، اعتمدت تسمية الصمام الإحليلي الخلفي علي الأشعة والمنظار البدائي، ولذك أصبح التغير من انسداد خلقي في الإحليل الغشائي و طوق كوب ملائما.

## التشخيص

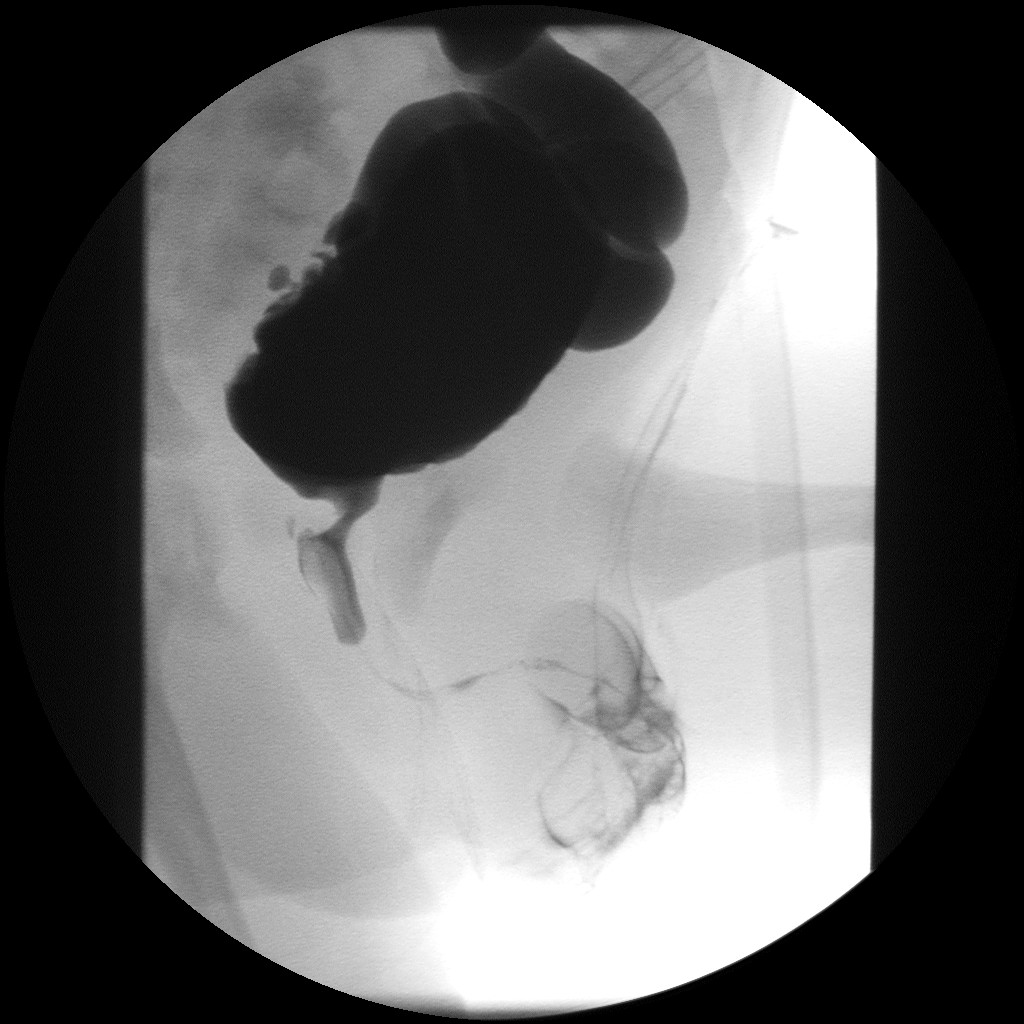
انسداد خلفي في المثانة نتيجة لصمام إحليلي خلفي

- موجات فوق الصوتية علي البطن لها بعض الفائد، ولكنها ليست تشخيصية. المميزات التي ترجع التشخيص هو موه الكلي الثنائي، وسماكة جدار المثانة، وترابيق سميكة من العضلات الملساء، ورتج المثانة.
- تصوير المثانة والإحليل الإفراغي: أكثر تشخصا، تظهر الثنايات الدائرية متغيرة في المظهر، فغالبا لا تظهر الثنايا الدائرية في التصوير الطبيعي. يتميز صمام الإحليلي الخلفي بضيق حاد في قطر الإحليل بالقرب من الأكيمة المنوية، مع مستويات مختلفة تعتمد على تنوع التطور. ويظهر جزر المثانة الحالبي في 50% من الحالات.
- منظار المثانة: يمكن استخدام منظار المثانة في التشخيص، حيث توضع كاميرا صغيرة داخل الإحليل للرؤية المباشرة للصمام الخلفي. وما يعوق هذه التقنية هو أن نسيج الصمام شفاف يمكن دفعه ضد جدار الإحليل عن طريق تدفق السائل، مما يجعل من الصعب تصويره.

وقت حققت مراكز في اليابان وأوروبا نتائج ممتازة في تصوير المثانة، ومع ذلك لم يتم الموافقة علي استخدامه في الولايات المتحدة.

## العلاج
العلاج يتم عن طريق استئصال الصمام جراحيا باستخدام المنظار. وهذه الجراحة محفوفة بالمخاطر عند إجراءها للجنين في حالة قلة السائل السلوي قلة كبيرة، للحد من تأخر تطور الرئة ونقص تنسج الرئة الذي يحدث في هذه الحالات. والمخاطر التي يتعرض لها الجنين كبيرة ومنها: انحباس الأطراف، وإصابة في البطن، وموت الأم والجنين. وهناك إجراءات محددة يمكن إجراءها داخل الرحم وتشتمل ضخ سائل السلي، والشفط المتكرر للمثانة، وعمل وصلة بين المثانة الجنين والكيس السلوي.
هناك ثلاثة طرق علاجية لصمام الإحليلي الخلفي باستخدام المنظار.
- فغر المثانة يتبعه استئصال الصمام، وهي عبارة عن حفرة يتم عملها في المثانة البولية، ويعرف أيضا باسم تحويل سفلي، فيتم استئصال الصمام ثم إغلاق الفتحة.
- فغر حوض الكلية يتبعه استئصال الصمام، وهي عبارة عن فتحة في حوض الكلية، ويعرف باسم تحويل علوي، ثم تغلق الفتحة بعد استئصال الصمام.
- استئصال الصمام الابتدائي عن طريق الإحليل ويتم ذلك دون عمل فتحة.

والعلاج الأساسي هو استئصال الصمام الابتدائي، ويتم عمل التحويل البولي في حالات خاصة، فالفائدة منها متنازع عليها.
بعد الجراحة، يتم متابعة المريض علي المدى الطويل، وغالبا ما يتطلب تعاون بين أطباء المسالك البولية وأطباء الامراض الصدرية، وأطباء حديثي الولادة، واخصائي الأشعة، وأسرة المريض. ويجب توخي الحذر لتحسين وظائف الكلي والامتثال الأمثل للمثانة، وعلاج تأخر نمو الرئة المصاحب لهذا الاضطراب.

## المضاعفات
- سلل البول
- عدوى الجهاز البولي
- قصور كلوي
- جزر مثانة حالبي
- مرض الكلي المزمن

## المقابل في الأنثى

صور توضح موه الكلى الثنائي بسب صمام إحليلي خلفي حاد

ويقابل الأكلية المنوية التي ينشأ منها الصمام، هو غشاء البكارة في الأنثى.